# Sofitel
Sofitel Hotels & Resorts est une marque d'hôtels de luxe basée à Paris, et détenue par le groupe AccorHotels. Créé en 1964, Sofitel s’est rapidement développée en France et à l’international. Rattachée au groupe AccorHotels depuis 1980, Sofitel se positionne exclusivement sur l’hôtellerie de luxe en 2007 et crée les marques Sofitel Legend et So Sofitel pour se diversifier sur ce marché. Sofitel compte plus de 120 hôtels dans une quarantaine de pays.

## Histoire

### Développement international
Le premier hôtel Sofitel, Sofitel Strasbourg Grande-île, ouvre ses portes le 26 juin 1964. Créé par la Banque Paribas, il est le premier hôtel 5 étoiles de la ville,.
En 1975, alors que le groupe Jacques Borel devient le nouveau propriétaire de Sofitel, l’enseigne ouvre son premier hôtel aux États-Unis à Minneapolis avec un concept d'hôtellerie à la française proposant plusieurs restaurants de cuisine française. Le Sofitel Philippine Plaza Manila, le premier 5 étoiles aux Philippines, ouvre ses portes en 1976.
En 1980, le groupe Novotel prend le contrôle des hôtels Sofitel. L’enseigne s’implante au Brésil en 1989, au Vietnam en 1992 (Hanoi), en Chine en 1995 (Shanghai), et au Japon en 1996 (Tokyo). En 1997, le groupe AccorHotels annonce la construction d’un nouveau Sofitel à New-York sur la 44e Rue pour un coût de $90 millions.
En 1999, le groupe AccorHotels choisit de renommer les « Sofitel de loisirs » en Sofitel Resorts.
En 2003, Sofitel compte plus de 130 hôtels dans le monde. La croissance de Sofitel bénéficie aussi aux chefs cuisiniers qui disposent d’un parc croissant de restaurants à exploiter,. En 2003, Patrick Scicard du directoire de Lenôtre est recruté pour accompagner la croissance des restaurants Sofitel. Sofitel lance MyBed cette même année, une gamme de produits supérieurs de literie pour ses chambres.

### Hôtellerie de luxe
En 2005, une étude révèle à la direction de Sofitel que ses clients sont principalement des jeunes de 30-40 ans, aisés, et à la recherche d’un confort supérieur aux chaînes d’hôtels traditionnelles. En 2006, Gilles Pélisson prend les rênes d’AccorHotels et annonce le repositionnement de Sofitel exclusivement sur l’hôtellerie de luxe pour renforcer la place du groupe sur ce marché. En 2007, Sofitel adopte cette stratégie et refond son identité visuelle, se déleste de la moitié de son parc d’hôtels ne répondant plus aux nouveaux critères de marque, créé les marques Sofitel Legend et So Sofitel pour diversifier son offre haut de gamme, et mise sur l’élégance à la française pour se différencier sur le marché,. Des artistes et architectes de renom sont mobilisés pour redessiner les hôtels Sofitel : l’Atelier Putman, Didier Gomez, Sybille de Margerie... Sofitel devient gérée par une société indépendante du groupe AccorHotels. L’enseigne assouplit sa stratégie de propriété immobilière pour se concentrer sur son expertise d’opérateur hôtelier et pénétrer avec plus de flexibilité les nouveaux marchés.
En Europe, le Sofitel Le Grand-Ducal ouvre au Luxembourg en 2008, ainsi que le Sofitel Vienna Stephansdom dessiné et décoré par Jean Nouvel. La même année est créée la chaine MGallery by Sofitel reprenant sous cette nouvelle enseigne certains établissements. Le Sofitel Paris Arc de Triomphe rouvre ses portes en 2013, et le Sofitel Paris Le Faubourg en 2015.
Le premier So Sofitel (Maurice) ouvre en 2011, suivi par un deuxième en 2012 (Bangkok) et un troisième en 2014 (Singapour). So Sofitel (stylisé SO/) est une marque créée en 2010, basée sur la mode, et ciblant la génération Y ; des stylistes et couturiers reconnus participent à la décoration des établissements tels Kenzo (Île Maurice), Christian Lacroix (Bangkok), Karl Lagerfeld (Singapour),  Viktor & Rolf (Berlin) ou Ágatha Ruiz de la Prada (La Havane).
En Asie, le Sofitel Metropole Hanoi est le premier établissement Sofitel à rejoindre la marque Sofitel Legend en 2009. En 2014, alors que Sofitel opère plus de 40 hôtels dans la région Asie-Pacifique , le premier Sofitel Legend chinois ouvre ses portes, le Sofitel Legend People’s Grand Hotel Xian. 
En Afrique, Sofitel ouvre en Côte d’Ivoire en 2013, et signe en 2015 le contrat pour la gestion d’un premier hôtel en Angola. Le Dubai The Palm Resort, le 5e au Moyen-Orient, ouvre en 2012, et le Sofitel Dubai Downtown en 2014.
En 2017, Sofitel compte 14 hôtels au Moyen-Orient et annonce la construction du Sofitel Dubaï Wafi, sa plus grande propriété dans la région.

### Identité visuelle (logos)

Logo de Sofitel avant 2001
Logo de Sofitel entre 2001 et 2007
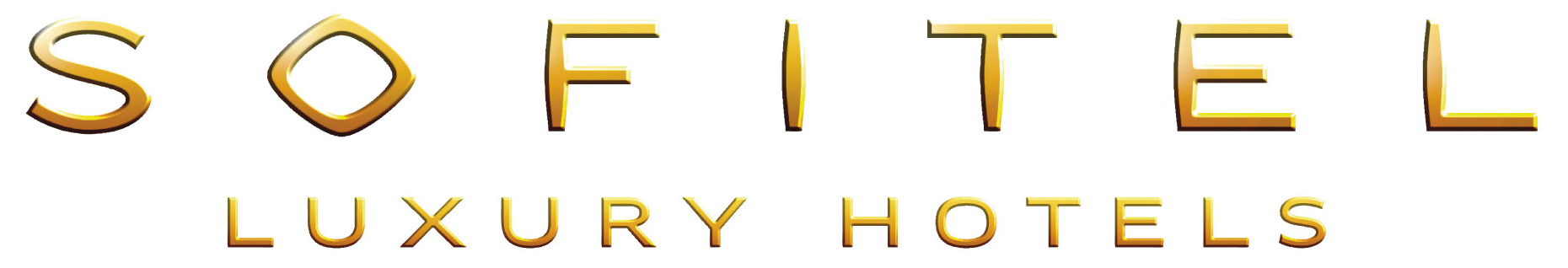
Logo de Sofitel entre 2007 et 2015
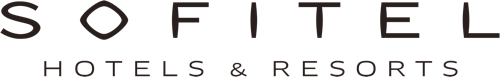
Logo de Sofitel depuis 2015

## Activités
Sofitel Hotels & Resorts est composé de plus de 120 hôtels dans 41 pays dont 18 en Chine[Quand ?]. L’entreprise est basée à Paris. Sofitel fait partie du portfolio de marques d’hôtels de luxe du groupe AccorHotels. Sofitel Hotels & Resorts possède et gère deux marques sœurs : Sofitel Legend (5 hôtels) regroupe les hôtels historiques et emblématiques, et So Sofitel (4 hôtels) développe une gamme d’hôtels chics.
Sofitel a collaboré avec plusieurs artistes et enseignes de renom pour créer du mobilier unique à ses enseignes : lampe Gasby par Pierre-Yves Rochon, couverture tartan par Jean-Charles de Castelbajac, Lollipops (sucettes) par Lenôtre, produits d’accueil et eaux parfumés par Hermès,.

## Galerie
Exemples de propriétés Sofitel Hotels & Resorts :
| Photo des propriétés | Nom                             | Ville             | Pays      | Géré par Sofitel depuis |
| -------------------- | ------------------------------- | ----------------- | --------- | ----------------------- |
|                      | Sofitel Legend Métropole Hanoi  | Hanoï             | Vietnam   | 1992                    |
|                      | Sofitel Saigon Plaza            | Hô Chi Minh-Ville | Vietnam   | 1998                    |
|                      | Sofitel Diamond Crown Hai Phong | Haïphong          | Vietnam   | 2025                    |
|                      | So Sofitel Bangkok              | Bangkok           | Thaïlande |                         |
|                      | Sofitel Warsaw Victoria         | Varsovie          | Pologne   | 2001                    |
|                      | Sofitel Frankfurt Opera         | Francfort         | Allemagne | 2011                    |
|                      | Sofitel Cairo Nile El Gezirah   | Le Caire          | Égypte    |                         |